# Paweł Cybulski
Paweł Cybulski (ur. 21 września 1957 w Warszawie) – polski prawnik, kanonista, wykładowca akademicki oraz urzędnik państwowy i skarbowy, w latach 2017–2019 podsekretarz stanu w Ministerstwie Finansów i zastępca szefa Krajowej Administracji Skarbowej.

## Życiorys
Absolwent Wydziału Prawa Kanonicznego Akademii Teologii Katolickiej w Warszawie (dziś UKSW) z 1983. Wykładowca prawa podatkowego i systemów zarządzania w Szkole Wyższej im. Bogdana Jańskiego w Warszawie oraz Akademii Humanistycznej im. Aleksandra Gieysztora w Pułtusku.
Związany z administracją skarbową, zaczynając od komisarza i awansując na dyrektora Izby Skarbowej w Warszawie (1995–2007). Od lutego 2016 ponownie kierował stołeczną Izbą Skarbową. W marcu 2017 na stanowisko dyrektora Izby Administracji Skarbowej w Warszawie. 1 kwietnia 2017 objął stanowisko wiceministra finansów i zastępcy szefa Krajowej Administracji Skarbowej. Na początku czerwca 2019 tymczasowo przejął kierownictwo nad KAS w związku z awansem Mariana Banasia na ministra finansów. 28 czerwca 2019 odwołany z funkcji wiceministra, przeszedł następnie na fotel szefa Krajowej Szkoły Skarbowości.

## Życie prywatne
Żonaty, ma troje dzieci. Wnuk Gustawa Cybulskiego.